# عزيزة هارون
عزيزة عمر هارون (1923 - 12 فبراير 1986) شاعرة سورية. ولدت في اللاذقية، ودرست فيها. عملت في إذاعة دمشق. كتبت الشعر في وقت مبكّر ونشرته في مجلة الصباح الأدبية الدمشقية، وفي مجلّة التمدّن الإسلامي ومجلة أصداء، وأذاعته من إذاعة دمشق. شاركت في مؤتمرات عربية أدبية، ودعمها ميخائيل نعيمة وأحمد رامي وطه حسين. كانت عضو في اتحاد الكتاب العرب. أكثر شعرها كانت مخطوطة لم تطبع، تركت مجموعة شعرية نشرت في ديوان، صدر بعد وفاتها في 1992. 

## سيرتها
ولدت عزيزة بنت عمر هارون سنة 1923 م / 1342 هـ في حي القلعة باللاذقية ونشأت بها. تلقت علومها منزل والدها أولاً على سعيد مطرجي في علوم العربية والقرآن، لم تكمل تعليمها «نتيجة للتقاليد والعادات العربية التي كانت تمنع المرأة من المشاركة في الحياة الاجتماعية» ثم تابعت دراستها بنفسها. بدأت ينظم الشعر في وقت مبكّر على السجية قبل أن تتعلم القريض. تأثرت بالشاعر محمد سليمان الأحمد ونشرت أولى قصائدها خمرة الفن في العدد الأول من مجلة القيثارة الصادرة في اللاذقية في حزيران 1946 وكانت إلى جانب قلة من الشاعرات يتصدر الصحافة الأدبية العربية في الخمسينات والستينات، وهن نازك الملائكة وفدوى طوقان وسلمى الخضراء الجيوسي.

انتقلت إلى دمشق لتعمل في الإذاعة والتلفزيون، وتنشر قصائها في مجلات. اختيرت أيام الوحدة مع مصر (1958 - 1961) عضوًا في لجنة الشعر بالمجلس الأعلى لرعاية الفنون والآداب والعلوم الاجتماعية بناء على اقتراح الشاعر أنور العطار، وعضوًا بلجنة الشعر باتحاد الكتاب العرب. وعينت أمينة لمكتبة الإذاعة بدمشق. كان لها برنامج إذاعي بعنوان قرأت لك تلقيه بصوتها في إذاعة دمشق، ثم في برنامج شاعر ينشد.

شاركت في مؤتمرات أدبية عربية، شهد لها بالشاعرية وشجعها ميخائيل نعيمة وأحمد رامي وطه حسين. 

لم يطبع ديوانها في حياتها، ثم طبعت مجموعتها كاملة بعد ست سنوات من وفاتها. توفيت عزيزة هارون في 12 فبراير 1986 م/ 3 جمادى الآخرة 1406 في في مشفى الشامي بدمشق، وشيعت إلى اللاذقية ودفنت بها. 

## شعرها
ذكرها عبد العزيز البابطين في معجمه وقال عنها «يتنوع شعرها بين الالتزام بالوزن والقافية، والكتابة على الشكل التفعيلي، وينتمي موضوعيًا إلى تيار الشعر التفعيلي في التعبير عن الذات، والاهتمام بقضايا الوطن، ولها في ذلك أناشيد على لسان أم فلسطينية، وعلى لسان جزائرية في جيش التحرير، وقصائد في تمجيد أول وحدة عربية بين مصر وسورية (1958)، وقصائد في استنفار همم بنات جنسها للدفاع عن بورسعيد المصرية. وفي شعرها مسحة من الحزن، وتعبير عن ذاتها وتجربتها المؤلمة مع أوضاع المرأة في المجتمع العربي في عصرها. ويتميز شعرها بالصدق الشعوري والبساطة والبعد عن التعقيد، والاتحاد بالطبيعة في نزعة صوفية وجدانية، برعت في التقاط صور ولقطات واقعية صاغتها في شعرية معبرة عن روح الأنثى وما يعتريها من حالات أمومة وفقد تتناسب وحرمانها منها. تكثر في قصائدها مفردات الحزن والدموع في توظيف فني يتناسب وأجواء القصيدة.»

## حياتها الشخصية
تزوجت ثلاث مرات ولم تنجح في حياتها الزوجية. انتقلت من مسقط رأسها اللاذقية إلى دمشق فأقامت بغرفة مع «سيدة فاضلة». تزوجت للمرة الأولى بسن مبكرة وبعد فشل زواجها الأول تعرضت لزواجين فاشلين من الشاعر "محمد نذير الحسامي"، ثم السياسي "قدري المفتي".

عدم قدرتها على الإنجاب أدت إلى طلاقها الثاني لتتزوج للمرة الثالثة من السياسي "قدري المفتي"، وتتطلق منه بعد فترة أيضاً، وقد سبب لها الإخفاق المتكرر في زواجها وعدم قدرتها على الإنجاب آلاماً نفسية قاسية تجلت في كثير من قصائدها. مرضت في أواخر حياتها فاحتجبت عن الأنظار.